# Дружество „Съвременно изкуство“
Дружество „Съвременно изкуство“ е творческо обединение на художници, писатели и архитекти в периода 1903 – 1944 г. Целта му е популяризиране на изкуството сред художествената интелигенция.

## История
Първоначално е създадено като група в София на 29 септември 1903 г. На 19 октомври 1904 г. се преобразува в дружество. Сред основателите са Харалампи Тачев, който е първи председател на дружеството, Никола Михайлов, Димитър Даскалов, Стефан Иванов, Петър Кънчев, Андрей Протич, Никола Данчов, Александър Балабанов, Петко Тодоров, Пенчо Славейков, Георги Фингов, Кирил Маричков, Пенчо Койчев. От 1920 до 1940 г. председател е Александър Андреев.
Членовете на дружеството взимат участие в около 40 изложби, девет от които са в чужбина – Белград (1904 г.), Лион (1905 г.), Лондон (1907 г.), Загреб (1908 г.), Мюнхен (1909 г.), Венеция (1910 г.), Рим (1911 г.), Белград (1912 г.) и Прага (1926 г.).
Дружеството сътрудничи на Съюза на южнославянските художници „Лада“. От 1932 г. е равноправен член на Съюза на дружествата на художниците, като по този начин участва във всички организирани от съюза изложби. През 1944 г. става част от Съюза на художниците в България.